# گل‌محمد (زاهدان)
چاه حسینعلی قدیم روستایی در دهستان نصرت‌آباد بخش نصرت آباد شهرستان زاهدان استان سیستان و بلوچستان ایران است.که چندروستا نظیر نوک آباد.زوراباد.شهرک.حاجی آباد.کریم آباد وشورو ازتوابع روستای چاه حسینعلی می باشند بر پایه سرشماری عمومی نفوس و مسکن در سال ۱۳۹۰ جمعیت این روستا ۱۰۰ نفر (در ۲۸ خانوار) بوده است.بانی روستا میرخان ناروئی نصرتی ازمعتمدین وبزرگان منطقه چاه حسینعلی بوده و درحال حاضر تمامی ساکنان روستا ازطایفه ناروئی واز تیره میروزهی می باشند